# Henk Badings
Henk Badings   (Bandung, 17 de gener de 1907 - Maarheeze, 26 de juny de 1987) fou un compositor neerlandès.
Estudià composició a Amsterdam amb Willem Pijper i Sem Dresden. Va escriure música de cambra, d'orquestra, cors, lieder i música d'escena. Diverses sonates per a piano, violí i piano, violoncel, trio per a piano i corda, quartets i quintets per a instruments de vent, un concert per a violí, un altre per a violoncel i tres simfonies.

## Joventut
Nascut a les Índies Orientals Holandeses, com a fill d'Herman Louis Johan Badings, un oficial de l'exèrcit de les Índies Orientals Holandeses, Hendrik Herman Badings es va quedar orfe a una edat primerenca. Després d'haver tornat als Països Baixos, la seva família va intentar dissuadir-lo d'estudiar música i es va matricular a l'Institut Politècnic de Delft (més tard a la Universitat Tècnica). Va treballar com a enginyer de mines i paleontòleg a Delft fins al 1937, després del qual va dedicar la seva vida íntegrament a la música. Encara que en gran part autodidacte, va rebre alguns consells de Willem Pijper, el doyen dels compositors holandesos de l'època, però les seves opinions musicals diferiren àmpliament i després que Pijper hagués intentat dissuadir a Badings de continuar com a compositor, Badings va trencar el contacte.

## Carrera musical
L'any 1930 Badings va tenir el seu gran èxit musical inicial quan el seu primer concert per a violoncel (en va escriure finalment un segon) es va interpretar al Concertgebouw d'Amsterdam. Entre els entusiastes de la seva obra hi havia directors tan eminents com Eduard van Beinum i Willem Mengelberg. Va ocupar nombrosos càrrecs docents; per exemple, a la "Musikhochschule Stuttgart" i a la Universitat d'Utrecht. Acusat després de la Segona Guerra Mundial de col·laboració amb les forces d'ocupació nazis, el 5 d'abril de 1942 va ser suspès de l'activitat musical professional, però el 3 de juny de 1947 va estar estat reintegrat.
Badings utilitzava escales i harmonies musicals inusuals (per exemple, l'escala octa tònica); també va utilitzar l'escala de sèrie harmònica de la vuitena a la quinzena harmònica. Artista excepcionalment prolífic, havia produït més de mil peces en el moment de la seva mort a Maarheeze el 1987.
Les composicions de Badings inclouen quinze simfonies numerades, almenys quatre quartets de corda, diversos concerts, altres obres orquestrals com una "Symphonietta: speelmuziek voor klein symphonie-orkest", altres obres de música de cambra, obres per a piano i música incidental.
Al segle XXI, l'interès per la música de Badings ha crescut. El segell alemany "Classic Produktion Osnabrück" s'ha compromès a gravar tota l'obra orquestral de Badings, i durant l'octubre de 2007 es va celebrar un festival Badings a Rotterdam.

## Òperes
- De Nachtwacht, en tres actes estrenada el 6 de gener de 1948 (Anvers)
- Liefde's listen en lagen, en 3 actes	estrenada el 6 de gener de 1948 (Hilversum)
- Salto mortale, òpera de cambra per la TV, estrenada el 19 de juny de 1959 (Eindhoven)
- Martin Korda D.P. 3 actes, estrenada el 15 de juny de 1960 (Amsterdam)

## Orquestral
- Symphony No. 1 (només per a 16 instruments) (1932)
- Symphony No. 2 (1932)
- Symphony No. 3 (1934) (dedicada a Willem Mengelberg)
- Symphony No. 4 (1943)
- Symphony No. 5 (1949) (dedicada a la "Concertgebouw")
- Symphony No. 6 "Simfonia dels Salms" (1953)
- Symphonic Scherzo, per a orquestra (1953)
- Symphony No. 7 Louisville (1954)
- Symphony No. 8 (1956)
- Symphonic Variations on a South African Theme (1960)
- Symphony No. 9 per a orquestra de cordes (1960)
- Symphony No. 10 (1961)
- Symphony No. 11 "Sinfonia Giocosa" (1964)
- Symphony No. 12 "Figures sonores simfòniques" (1964)
- Pittsburgh Concerto "per a vent i metall" (1965)
- Symphony No. 13 per a instruments de vent (1966)
- Symphony No. 14 "Symphonic Triptych" (1968)
- Symphonietta per a petita rquestra (1971)
- Concerto for Orchestra (1982)
- Symphony No. 15 "Conflictes i confluències per a banda simfònica" (1983)

## Concertant
- Piano Concerto (1940)
- Double Piano Concerto (1964)
- Violin Concerto No. 2 (1935)
- Violin Concerto No. 3 (1944)
- Violin Concerto No. 4 (1947)
- Double Violin Concerto No. 1 (1954)
- Double Violin Concerto No. 2 (1969)
- Concerto for Violin, Viola and orchestra (1965)
- Concerto for Viola and string orchestra (1965)
- Cello Concerto No. 1 (1930)
- Cello Concerto No. 2 (1939)
- Flute Concerto No. 1 (1956)
- Flute Concerto No. 2 per a flauta i instruments de vent (1963)
- Concerto for Flute, Oboe, Clarinet and orchestra (1981)
- Concerto for Bassoon, Contrabassoon and wind orchestra (1964)
- Saxophone Concerto (1951)
- Concerto for Four Saxophones and Orchestra (1984)
- Concerto for Harp per a petita orquestra de vent (1967)
- Organ Concerto No. 1 (1952)
- Organ Concerto No. 2 (1966)